# Adam Rachel
Adam Rachel (* 10. Dezember 1976 in Birmingham) ist ein ehemaliger englischer Fußballtorhüter.

## Karriere
Rachel entstammt der Jugendabteilung von Aston Villa und erhielt im Mai 1995 seinen ersten Profivertrag. Nachdem Stammtorhüter Mark Bosnich in der Saison 1998/99 längerfristig ausgefallen war, rückte Rachel hinter Michael Oakes zum Ersatztorhüter auf und gehörte mehrere Monate lang regelmäßig als Ersatzkeeper zum Spieltagsaufgebot. Zu seinem Debüt in der Premier League, zugleich sein einziger Pflichtspieleinsatz für Aston Villa, kam er am 26. Dezember 1998 gegen die Blackburn Rovers, als er die letzten 30 Minuten den des Feldes verwiesenen Oakes ersetzte. Mit der Verpflichtung von Peter Enckelman im Februar 1999 verlor Rachel, der seine für einen Torhüter eher geringe Körpergröße von 180 cm durch seine Beweglichkeit ausglich, seinen Platz im Team wieder und kam fortan nur noch in der Reservemannschaft zum Einsatz.
Im September 1999 wechselte er schließlich ablösefrei zum Drittligisten FC Blackpool, war dort aber zumeist hinter Tony Caig und Phil Barnes nur dritte Wahl und kam lediglich im Oktober 1999 zu einem Einsatz gegen die Bristol Rovers. Auch nach Blackpools Abstieg in die vierte Liga änderte sich nichts an seinem Reservistendasein, nach einer kurzen Ausleihe in die Conference National an Northwich Victoria im Oktober 2000 wurde sein Vertrag zum Ende der Spielzeit nicht mehr verlängert.
Er wechselte daraufhin in den Non-League Football zu Moor Green in die Southern League, 2004 gelang die Qualifikation für die neu geschaffene sechstklassige Conference North. Obwohl Rachel aufgrund beruflicher Verpflichtungen nur sehr unregelmäßig mitwirkte, gehörte er auch nach der im Jahr 2007 vollzogenen Fusion von Moor Green und Solihull Borough zu Solihull Moors weiterhin zum Aufgebot des Klubs; im November 2011 endete schließlich seine Zugehörigkeit.